# Niewinny (powieść Harlana Cobena)
Niewinny (ang. The Innocent) – amerykańska powieść sensacyjna z 2005 r., autorstwa Harlana Cobena. Z języka angielskiego powieść przełożył Zbigniew A. Królicki, a wydało ją wydawnictwo Albatros.

## Fabuła
Matt Hunter wychodzi z więzienia, do którego trafił za nieumyślne spowodowanie śmierci. Jego przeszłość kładzie się cieniem na całym życiu. Lecz wydaje się, że teraz wszystko zmierza ku dobremu – bierze ślub z ukochaną Olivią i spodziewa się dziecka, a jego kariera nie stoi w miejscu. Podczas wyjazdu służbowego Olivii, Matt otrzymuje na komórkę filmik, na którym widzi swoją żonę z obcym mężczyzną. Wkrótce potem Matta zaczyna ktoś śledzić, a także interesuje się nim policja.